# فلسطين في الألعاب الأولمبية الصيفية 2004
نافست فلسطين في دورة الألعاب الأولمبية الصيفية 2004 في أثينا، اليونان، من 13-29 أغسطس 2004. حيث أرسلت اللجنة الأولمبية الفلسطينية وفدًا من عدّائين وسبّاحين. لكنها لم تفز بأي ميدالية. أدرجت اللجنة الأولمبية الفلسطينية صوفيا ساكورافا فلسطينية - يونانية الجنسية كجزء من وفدها، وهي رامية رمح سابقة. إلا أن الاتحاد الدولي لألعاب القوى قرر بأنها غير مؤهلة للألعاب الأولمبية الصيفية لعام 2004.

## ألعاب القوى
| اللاعب             | المنافسة      | الدور الأول | الدور الأول | الدور نصف النهائي | الدور نصف النهائي | الدور النهائي | الدور النهائي |
| اللاعب             | المنافسة      | الزمن       | المركز      | الزمن             | المركز            | الزمن         | المركز        |
| ------------------ | ------------- | ----------- | ----------- | ----------------- | ----------------- | ------------- | ------------- |
| سناء بخيت          | سيدات 800 متر | 2:32.10     | 7           | لم تتأهل          | لم تتأهل          | لم تتأهل      | لم تتأهل      |
| عبد السلام الدباجي | رجال 800 متر  | 1:53.86     | 8           | لم يتأهل          | لم يتأهل          | لم يتأهل      | لم يتأهل      |

## السباحة
| اللاعب     | المنافسة                     | الدور الأول | الدور الأول | الدور نصف النهائي | الدور نصف النهائي | الدور النهائي | الدور النهائي |
| اللاعب     | المنافسة                     | الزمن       | المركز      | الزمن             | المركز            | الزمن         | المركز        |
| ---------- | ---------------------------- | ----------- | ----------- | ----------------- | ----------------- | ------------- | ------------- |
| رعد عويسات | سباحة مسافة 100 متر حرة رجال | 1:01.60     | 59          | لم يتأهل          | لم يتأهل          | لم يتأهل      | لم يتأهل      |